# Гилаури, Николоз Зурабович
Николо́з Зура́бович Гилау́ри (груз. ნიკოლოზ ზურაბის ძე [ნიკა] გილაური; Николо́з [Ни́ка] Гилау́ри; род. 14 февраля 1975, Тбилиси, Грузинская ССР, СССР) — грузинский экономист и государственный деятель. Премьер-министр Грузии (2009—2012).

## Образование и карьера
Получил образование на факультете международных экономических отношений в Тбилисском государственном университете им. Джавахишвили. Продолжил образование в Великобритании, где в 1998 году обучался в Борнмутском колледже, в Ирландии, где в 1999 окончил факультет экономики Университета Лимерика по направлению финансы и экономика, и в США, где в 1999—2000 годах обучался в Университете Темпл (Филадельфия) и получил степень магистра в области международного бизнес-менеджмента. Одновременно в 1999 году работал в Дублинском международном финансовом Центре — Корпорации фондового менеджмента «Инвеско» в должности администратора-менеджера фондов, а в 2000 году — финансовым консультантом проектов энерго-экономии Центра развития малого бизнеса, Филадельфия.
Финансовый консультант «Телеком — Грузия» в 2001—2002 годах. Менеджмент-консультант по энергорынку Грузии в испанском консорциуме «Ибердрола» в 2002 году. Менеджмент-контрактор в ирландской компании SBE в 2003—2004 годах.

## Работа в Правительстве Грузии
Министр энергетики Грузии в 2004—2007 годах. Министр финансов Грузии в 2007—2009 годах, первый вице-премьер с декабря 2008 года. 30 января 2009 года выдвинут президентом Михаилом Саакашвили на пост премьер-министра Грузии. 6 февраля утверждён в этой должности парламентом Грузии. Осуществлял полномочия главы правительства до 30 июня 2012 года.
Владеет английским языком. Женат.